# Gustav Lastig
Gustav Heinrich Franz Lastig (* 6. Dezember 1844 in Neuteich, Westpreußen; † 21. Dezember 1930 in Halle (Saale)) war ein deutscher Rechtswissenschaftler.

## Leben
Gustav Heinrich Franz Lastig war der Sohn des Mediziners Gustav Eduard Lastig (* 16. Oktober 1814 in Marienburg; † 9. August 1856). Nach dem frühen Tod des Vaters zog er mit seiner Mutter Antonie geb. Stoltze 1856 nach Elbing und 1863 nach Danzig, wo er die Schule und das Gymnasium besuchte. Ab dem Sommersemester 1865 studierte er Rechtswissenschaften an der Albertus-Universität Königsberg. In Königsberg wurde er Mitglied der Burschenschaft Arminia III (1860), die 1876 verboten wurde und das Corps Hansea Königsberg gründete.  Er wechselte im Sommersemester 1866 an die Universität Leipzig und Ostern 1867 an die Friedrichs-Universität Halle. In Halle wurde er am 5. März 1870 zum Doktor der Rechte promoviert. Nachdem er am Deutsch-Französischen Krieg teilgenommen hatte, habilitierte er sich 1871 in Halle. Danach war er in Halle als Privatdozent tätig. Im August 1873 wurde er a.o. Professor der juristischen Fakultät und 11. November 1878 o. Professor für Enzyklopädische Einführung in die Rechtswissenschaft, Deutsches Privatrecht, Bürgerliches Recht, Allgemeines Landrecht für die Preußischen Staaten, Handels- und Wechselrecht. Diese Professur hatte er bis zu seiner Emeritierung 1911 inne. Lastig war 1889/90 Rektor der Universität Halle. wurde Geheimer Justizrat und verfasste vornehmlich Schriften zum Handelsrecht. Am 2. Mai 1891 hatte er Maria Rademacher geheiratet. Aus der Ehe stammen die Tochter Armgard (* 1893) und der Sohn Rüdiger (* 1894).

## Werke
- Entwickelungswege und Quellen des Handelsrechts. Verlag Ferdinand Enke, Stuttgart, 1877.
- Florentiner Handelsregister des Mittelalters. Verlag Hendel, Halle/Saale, 1883.
- Römisches accomanditen-Register des XVII. und XVIII. Jahrhunderts. Gebauer-Schwetschke, 1887.
- Markenrecht und Zeichenregister: Ein Beitrag zur Handelsgeschichte. Max Niemeyer, Halle/Saale, 1889.
- Bologneser Quellen des Handelsrechts aus dem XIII.–XIX. Jahrhundert. Gebauer-Schwetschke'sche Buchdruckerei, Halle/Saale, 1891.
- Die Auflösung der kaufmännischen Gesellschaften. Max Niemeyer, Halle/Saale, 1900
- Quellen der Accomendatio aus dem XIII. bis zum XIX. Jahrhundert. Buchdruckerei des Waisenhauses, Halle/Saale, 1903.
- Der Gewerbetreibenden Eintragungspflicht zum Handelsregister und Beitragspflicht zur Handelskammer und Handwerkskammer. Max Niemeyer, Halle/Saale, 1903.
- Die Accomendatio, die Grundform der heutigen Kommanditgesellschaften in ihrer Gestaltung vom XIII. bis XIX. Jahrhundert, und benachbarte Rechtsinstitute. Buchhandlung des Waisenhauses, Halle/Saale, 1907.
- Ein Beitrag zur Handelsgeschichte und Handelsrecht von Marseille. Buchdruckerei des Waisenhauses, Halle/Saale, 1908.